# Улько Наталія Миколаївна
Улько Наталія Миколаївна (нар. 27 квітня 1974, місто Старий Самбір, Львівська область) — українська практична психологиня психоаналітичної орієнтації, сертифікована спеціалістка Міжнародного інституту глибинної психології, членкиня Української Асоціації Психоаналізу (УАП - ЕКПП - Україна), тренер-експертка міжнародного класу. Членкиня Українського Союзу Psychology Centre for Training та кризова психологиня — фахівчиня з роботи з людьми, які перебувають у кризовій ситуації (сім'ї ВПО, військові із зони АТО та їхні сім'ї) протягом 2014 - 2016 років. Очолювала психологічний напрямок у Центрі допомоги журналістам Незалежної Медіа Профспілки України, де проводила групи психологічної підтримки, індивідуальні консультації та тренінги протягом 2014 - 2016 років. Наразі працює як кризова психологиня, допомагаючи людям під час війни в Україні.
«У психотерапію я прийшла, щоб розібратися зі своїми внутрішніми питаннями до себе, зокрема зрозуміти сенс мого місця в житті та професії. Ці зміни вплинули на моє професійне зростання: я не тільки усвідомила важливість моєї роботи, але й стала більш уважною до себе та впевненішою.»

## Кар’єра та професійні досягнення
До 2013 року працювала журналістом у ММЦ-Інтерньюз та ВВС, маркетологом-рекламістом у кількох комерційних компаніях, очолювала агітаційну мережу у департаменті реклами та PR партії БЮТ.
Починаючи з 2014 року має власну практику, як практичний психоаналітик та кризовий психолог, проводячи прийом громадян.
У 2013 - 2014 роках надавала психологічну допомогу журналістам, які постраждали під час подій Євромайдану.
У 2014 - 2015 роках виступала авторкою та ведучою семінарів-тренінгів «Журналісти в кризових ситуаціях: як впоратися з психічною травмою та залишитися в професії» у таких містах як Київ, Харків, Миколаїв, Одеса, Дніпро, Львів та Херсон.
У 2014 - 2016 роках була членкинею Українського Союзу Psychology Centre for Training та кризовою психологинею — фахівчинею з роботи з людьми у кризовій ситуації (сім'ї ВПО, військові із зони АТО та їхні сім'ї).
У 2015 році закінчила Міжнародний інститут глибинної психології у м. Київ з кваліфікацією практичний психолог (психоаналітик).
З 2012 - 2016 рр - Психолог проекту «Безкоштовна психологічна допомога» для людей, які потрапили в складні життєві ситуації» та ведуча груп психологічної підтримка у Кризовому Центрі при МІГП (Міжнародного Інституту Глибинної Психології)
З 2016 року працює як кризова психологиня, допомагаючи людям під час війни в Україні. Того ж року закінчила аспірантуру за спеціальністю "психологія" та почала здобувати ступінь доктора філософії за спеціальністю "вікова психологія".
Протягом 2019 року – співпраця з Центром підвищення кваліфікації працівників сфери управління Мінсоцполітики України:
- в рамках навчання за професійною програмою «Загальні питання роботи служби у справах дітей місцевих органів виконавчої влади» для керівників служб у справах дітей: проведено 8 семінарів «Особливості емоційної травматизації. Профілактика та можливості для відновлення. Безпека спеціаліста» та «Робочі моделі і техніки відновлення/адаптації. Використання внутрішнього ресурсу для подолання стресу».
- в рамка навчання за програмою «Надання комплексних реабілітаційних та інших послуг для осіб з інвалідністю в розрізі територіальних громад» для працівників місцевих структурних підрозділів з питань соціального захисту населення: короткостроковий семінар «Психологічна безпека спеціаліста, який працює в зоні ризику травматизації».
У 2020 р.-  В рамках співпраці Центру підвищення кваліфікації працівників сфери управління Міністерства соціальної політики України (за узгодженням з Міністерством ветеранів) та Кафедри загальної і соціальної психології та психотерапії Національного педагогічного університету імені М.П. Драгоманова працювала зі звільненими із полону (окупованого Донецька) в січні 2020 року та працівниками Центру.  Робота в форматі проведення груп психологічної підтримки.
У 2019 - 2021 рр - викладачка кафедри загальної і соціальної психології та психотерапії факультету психології Національного педагогічного університету імені М.П.Драгоманова.
У 2021 р – Співпраця з Радою міжнародних наукових досліджень та обмінів (IREX). Оновлення, адаптація навчальних матеріалів та матеріалів для відкритого навчального заходу «Психосоціальна безпека журналіста»; проведення відкритого навчального заходу з психологічної безпеки для журналістів.
З 2021 – до сьогодні – викладачка Міжнародного інституту психології, розробник авторського курсу «Психологічна допомога в умовах війни: як впоратися зі стресом і продовжити жити».
Завершила навчання 31 січня 2025 року у Луганському Національному Університеті ім. Т.Г. Шевченка за спеціальністю Соціальна робота, Соціальна педагогіка, Практичний психолог.

### Часи повномасшабної війниРосійського вторгнення в Україну (з 2022)
З 2022 року активно займається волонтерською діяльністю на основі психологічної підтримки, часто відвідує прифронтові міста, щоб надавати кваліфіковану допомогу військовим та місцевим мешканцям.
Квітень-червень 2022 р. – психологічна підтримка ВПО (психоедукація, індивідуальні консультації та проведення груп психологічної підтримки) в Львівській, Волинській та Івано-Франківській областях в рамках реалізації проекту «Солідарність громад Львівської, Волинської та Івано-Франківської областей: разом до перемоги», реалізований ГО "Гендерний креативний простір" 

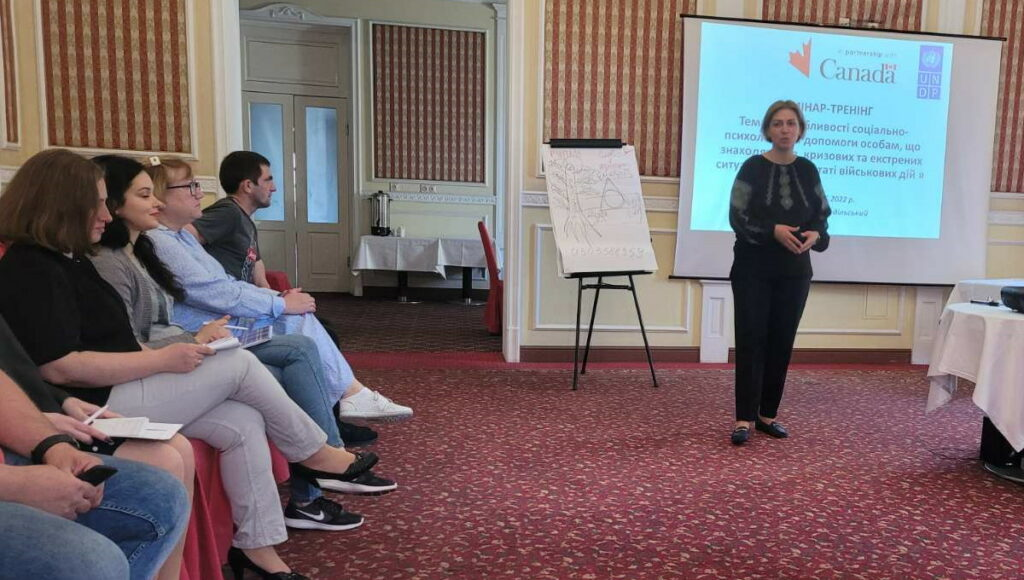
Семінар-тренінг за програмою розвитку ООН Особливості соціально-психологічної допомоги особам, що знаходяться в кризових та екстрених ситуаціях в результаті військових дій

Травень, липень 2022 р. – Розробка та проведення семінар-тренінгу «Особливості соціально-психологічної допомоги населенню в кризових та екстрених ситуаціях зокрема спричинених війною» для спеціалістів обласних центрів соціальних служб Хмельницької, Вінницької, Тернопільської, Чернівецької, Львівської, Івано-Франківської, Одеської, Миколаївської, Чернігівської, Дніпропетровської, Харківської, Сумської областей, фахівці та фахівчині залучені до роботи обласної мультидисціплінарної мобільної служби екстреної соціально-психологічної допомоги населенню в кризових та екстрених ситуаціях в тому числі і в час війни. Начальні заходи організовано ПРООН у межах Програми ООН із відновлення та розбудови миру та за фінансування Уряду Канади. 
Серпень 2022 р. – Розробка та проведення семінар-тренінгу «Особливості соціально-психологічної допомоги дітям та їх сім’ям в травматичних та кризових ситуаціях, зокрема, спричинених війною» для психологів Києва та Київської обл. Навчання проводилося в рамках реалізації проєкту «Реагування на надзвичайні ситуації для забезпечення потреб дітей на звільнених територіях, дітей-переселенців та їхніх сімей, які постраждали внаслідок військових дій, шляхом надання соціально-психологічної та матеріальної допомоги, моніторингу і просування прав дітей», що реалізується Благодійною організацією «Надія і житло для дітей» за підтримки Представництва дитячого фонду ООН (ЮНІСЕФ) в Україні та з метою підготовки фахівців для надання соціально-психологічної допомоги дітям і сім’ям

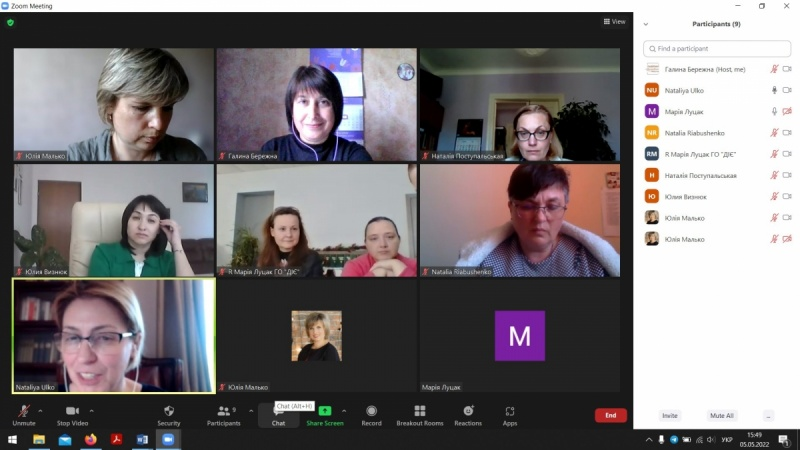
[http://umo.edu.ua/projektna-dijaljnistj-kafedri Проведення групи психологічної підтримки для мешканців приймаючих громад, які працювали з ВПО у місцях їх локального поселення

Вересень 2022 р.  – проведення групи психологічної підтримки для мешканців приймаючих громад, які працювали з ВПО у місцях їх локального поселення – школах, дитячих садочках, коледжах тощо в рамках проєкту  «Жіноче лідерство: на шляху відновлення України», реалізований ГО "Гендерний креативний простір".
Листопад 2022 р. – Розробка та проведення семінар-тренінгу «Особливості організації та функціонування Обласної мобільної служби екстреної соціально-психологічної допомоги вразливим категоріям населення та методичної допомоги громадам» для підвищення професійної компетенції фахівців, яких планується   залучити до роботи обласної мобільної служби екстреної соціально-психологічної допомоги Харківської, Чернігівської, Миколаївської та Сумської областей. Захід організовано за підтримки ПРООН у межах Програми ООН із відновлення та розбудови миру за фінансової підтримки Європейського Союзу.
Листопад 2022 р. – Розробка та проведення тренінгу «Особливості соціально-психологічної допомоги та практичні застосування самодопомоги для ефективної системи управління територіальної громади в умовах воєнного стану» для керівників та спеціалістів фінансових структурних підрозділів органів місцевого самоврядування/ військових адміністрацій  Донецької та Луганської областей.  Захід організовано в межах Програми ООН із відновлення та розбудови миру за фінансової підтримки Європейського Союзу.
Січень 2023 р. – розробка та проведення тренінгу «Як зберегти себе і могти жити після пережитого:  безпека та відновлення психічного здоров’я»; проведення групи психологічної підтримки, індивідуальні консультації для ВПО, які оселилися в Львівській обл.,  в рамках проєкту  «Жіноче лідерство: на шляху відновлення України»,  реалізований ГО "Гендерний креативний простір". 
Січень 2023 р. – Супервізор, проведення групових супервізій для команд консультативних пунктів м. Фастів, м. Буча, м. Димер, смт. Гостомель та мобільної бригади смт. Бородянка в рамках проекту «Реагування на надзвичайні ситуації для забезпечення потреб дітей на звільнених територіях, дітей-переселенців та їхніх сімей, які постраждали внаслідок військових дій, шляхом надання соціально-психологічної та матеріальної допомоги, моніторингу і просування прав дітей», що реалізується Благодійною організацією «Надія і житло для дітей» за підтримки Представництва дитячого фонду ООН (ЮНІСЕФ) в Україні.
Вересень-жовтень 2023 р. – Проведення супервізійних груп та груп психологічної підтримки для працівників соціальної сфери задля якісної психологічної підтримки вразливих груп киян, у тому числі ВПО в часи війни та підвищення стресостійкості і профілактики професійного вигорання в рамках проекту  «Тримаємо соціальний «фронт» міста Києва», реалізований  ГО «Ґендерний креативний простір» за підтримки україно-швейцарського проєкту "Психічне здоров’я для України"
Грудень 2023 р. – Розробка та проведення тренінгу «Запобігання емоційному вигоранню та методи саморегуляції», реалізований ГО “Відповідальні громадяни” в межах проєкту Дитячого фонду ООН (ЮНІСЕФ) в Україні: "Надання послуг з психосоціальної підтримки, захисту та освіти родинам з дітьми в Харківській, Донецькій, Дніпропетровській та Запорізькій областях".

## Освіта
- Червень 1998 - Закінчила Національний університет «Києво-Могилянська академія» за спеціальністю “Культурологія”. Диплом магістра культурології
- Червень 1997 - Закінчила Львівський національний університет імені Івана Франка за спеціальністю “Журналістика”. Диплом спеціаліста (заочна форма навчання).
- Червень 1996 - Закінчила Національний університет “Києво-Могилянська академія (1632—1817)” за спеціальністю “Культура”. Диплом бакалавра культури
- 2011 - 2015 - Міжнародний інститут глибинної психології (м. Київ), кваліфікація: практичний психолог (психоаналітик)[1].
- Членкиня Української Асоціації Психоаналізу (УАП – ЄКПП – Україна), тренерка міжнародного класу[5].
- Національний педагогічний університет імені М.П. Драгоманова, аспірантура за спеціальністю психологія (2016-2020 р.), здобувачка ступеня доктора філософії за спеціальністю вікова психологія.

### Курси підвищення кваліфікації
- Сертифікована за методикою TRiM (Trauma Risk Management), виданий Українською медичною вищою школою (UMNS) та міжнародним центром тактичної медицини (липень 2023 року)[3].
- Курс "Введення у фокусовано-емоційну клінічну терапію" (York University, 2020 рік)[3].
- Програма European School Psychology Centre for Training – "Професійна освіта в школі та комунікація в Israeli" (Ізраїль, 2014 рік)[3].
- Курс "Французький психоаналіз: клініка Лакана" (МІГП, Київ, 2013 рік)[3].
- Курс "Посттравматичний стрес: дорослі, діти та родини у ситуації війни" (Київ, 2017 рік)[3].
- Тренінг "Психологічна допомога після травми: підтримка осіб з досвідом занедбання, насильства, втрат" (Львів, 2017 рік)[3].
- Курс "Основи теорії та практики психоаналітичної роботи з подружніми парами" (МІГП, Київ, 2013 рік)[3].

## Сім'я
Одружена з Уколовом Віктором Олександровичом з 1999 року.
Мають двох дітей:
Уколов Назар Вікторович, народився 1999 року.
Уколова Василина Вікторівна, народилася 2005 року.
З липня 2010 року разом з чоловіком Віктором Уколовим прийняла віру та стала членкинею протестантської церкви євангельських християн-баптистів.

## Публікації та праці
Співавторка книги:
- «Психологічна допомога в кризових ситуаціях» / Світлана Геннадіївна Уварова, Наталія Григоріївна Бойченко, Сергій Олександрович Гришкан, Наталія Миколаївна Улько. – Київ: ПВНЗ "МІГП", 2016. – 227 с.[15][16].
- Улько Н.М. Вплив життєвих втрат на зміну ціннісних смислів психотравмованої особистості. Актуальні проблеми психології: Збірник наукових праць Інституту психології імені Г. С. Костюка НАПН України. Київ – Житомир: Вид-во ЖДУ ім. І. Франка, 2019. Том IV. Випуск 16. С. 360-368.[17]
- Улько Н.М. Чинники виникнення психотравми у дорослому віці. Наукові записки Національного університету «Острозька академія». Серія «Психологія»: науковий журнал. Острог : Вид-во НаУОА, січень 2020. № 10. С. 91-95[18]
- Улько Н.М. Розвиток внутрішньої ресурсності особистості як умова подолання кризових станів в дорослому віці. Науковий часопис НПУ імені М. П. Драгоманова. Серія 12. Психологічні науки: зб. наук. праць / за наук. редакцією І. С. Булах. Київ: Вид-во НПУ імені М. П. Драгоманова, 2020. Вип. 11 (56). С. 104-117.[19]
- Stavytska S.O., Stavytsky G.A., Ulko N.M. Overcoming psyhoemotional traumatization personality in terms unstable present day. Український психологічний журнал. Збірник наукових праць / голов. ред. І.В. Данилюк. Київ: КНУ імені Тараса Шевченка, 2019. – № 1 (11). С. 204-213.[20]
- Repetii, S., Moravetskyi , O., Stavytska, S., Ulko , N., Nekrasov, A., & Boichenko, M. (2024). Realization of Spiritual Potential in the Sociocultural Space: the Philosophy of Education. Revista Romaneasca Pentru Educatie Multidimensionala, 16(1), 575-590.[21]
- Посібник «Практичне керівництво для ефективної організації та реалізації заходів із неформальної освіти та активного довголіття Левкіна Г., Конончук А., Миколюк Н., Руденко Б., Улько Н.. Посібник «Практичне керівництво для ефективної організації та реалізації заходів із неформальної освіти та активного довголіття», 2023. С. 46.[22]